# Верегин
Верегин — специальная зона обслуживания в сельском муниципалитете Слидинг Хилс № 273 провинции Саскачеван, Канада.

## География
Расположена в 50 км к северо-востоку от Йорктона и в 10 км к западу от Камсака.

## Этимология

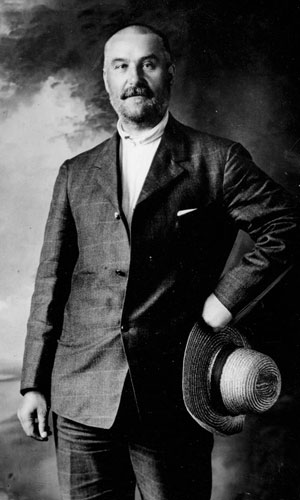
Петр Верегин

Деревня Верегин была основана в 1912 году и названа по железнодорожной станции Верегин (построена в 1908 году). В свою очередь станция была названный в честь Петра Веригина главы духоборческой общины, но при проектировании участка дороги, в 1904 году, была допущена опечатка и будущий объект железнодорожной инфраструктуры был назван Верегенский разъезд. Железнодорожная станция Верегин обслуживается компанией Via Rail.

## История
Своим образованием Верегин обязан духоборам, он возник в центре их компактного расселения известному как Колония Южный Духобор, и Канадской Северной железной дороге, новая линия которой (между Камсаком и Канорой) пересекла резерват в 1904 году. Место будущего поселка Верегин — оказалось ближайшим пунктом новой железнодорожной ветки к поселку Отрадное (около 10 км севернее Верегина), где в то время находилась резиденция и штаб-квартира вождя духоборов Петра Веригина, и поэтому было выбрано местом для постройки железнодорожной станции для обслуживания духоборского резервата.

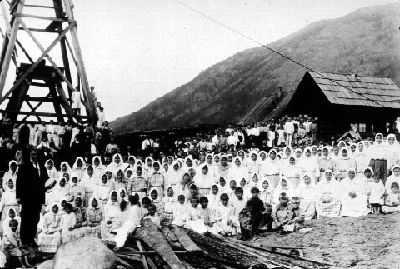
Веригин в 1907 году

Новая станция, первоначально известная как Верегинский разъезд, а с 1908 года как станция Верегин, была названа в честь Петра Веригина. (Верегин — распространённый среди духоборов вариант написания фамилии Веригин. Фактически, название поселка пишется как Веригин, в частности на бланке Христианской общины Всемирного братства, а иногда и в отчёте Королевской комиссии Британской Колумбии за 1912 год).
Рядом со станцией Верегин начала расти новая деревня. Петр Веригин перенёс свою резиденцию и штаб в будущий Верегин из Отрадного в 1904 году. В отчёте Королевской комиссии Британской Колумбии за 1912 год деревня (написанная как Веригин) упоминается как место, которое он называет «головным офисом общины духоборов».
Вскоре Верегин стал важным духоборским поселением в регионе. Здесь были построены кирпичный завод, элеваторы, мельница. В то время как первые ежегодные общие собрания духоборской общины продолжали проходить в селе Надежда, которое располагалось в 10 км севернее Верегина, Верегин стал местом проведения ежегодных собраний не позднее января 1910 г.
Когда в 1917 году Духоборская община, возглавляемая Петром Веригиным, была официально зарегистрирована как Христианская община Всеобщего Братства, штаб-квартира организации располагалась в селе Верегин, хотя большинство членов ХОВБ уже переехали к тому времени в Британскую Колумбию. Штаб-квартира ХОВБ оставалась в Верегине до 1931 году.
После ликвидации ХОВБ в 1937—1938 годах объекты, принадлежавшие сообществу, были проданы или разрушены.
В 1980 году был отреставрирован особняк Веригина постройки 1917 года. В 2006 году он и несколько других построек духоборов были объявлены Национальным историческим памятником Канады под названием «Духоборы Верегина».
Два крупных пожара в поселке 22 и 29 января 2004 г. поставили под угрозу существование поселка. Статус Верегина как населённого пункта был утрачен 31 декабря 2006 г., когда он был присоединен к окружающему его сельскому муниципалитету Слидинг Хилс № 273 в качестве зоны особого обслуживания.

## Население
По данным на 2011 г. население зоны составляет 70 человек (+7,7 % к 2006 году).